# Saint-Christol (Vaucluse)
Saint-Christol település Franciaországban, Vaucluse megyében. Lakosainak száma 1416 fő (2022. január 1.). Saint-Christol Revest-du-Bion, Simiane-la-Rotonde, Lagarde-d’Apt, Saint-Trinit, Sault és Villars községekkel határos.

## Népesség
A település népessége az elmúlt években az alábbi módon változott:
| Lakosok száma | 1236 | 1348 | 1351 | 1345 | 1373 | 1401 | 1429 | 1422 | 1416 |
|               | 2013 | 2015 | 2016 | 2017 | 2018 | 2019 | 2020 | 2021 | 2022 |